# Gaspard Thaumas de la Thaumassière
Pour les articles homonymes, voir Thaumas (homonymie).
Gaspard Thaumas de la Thaumassière, né à Sancerre en 1631 et mort en juillet 1702 à Bourges, est un jurisconsulte, historien et numismate français. Il est écuyer, seigneur de Puyferrand et avocat en parlement.

## Biographie
Gaspard Thaumas de la Thaumassière naquit en 1630 ou 1631 (le fait résulte de ce que, à sa mort arrivée en 1702, il avait, suivant un témoignage contemporain, 72 ou 73 ans) à Sancerre. Il était le fils ainé de César, apothicaire puis médecin de Henri II de Bourbon, prince de Condé, et de Jacquette Guichard. Gaspard s’allia lui-même en premières noces à Catherine Badin le 7 septembre 1652.
Élevé chez Pierre d'Hardivilliers, docteur en droit, agrégé de l'université de Bourges, avocat en parlement, il fut avocat à Paris. Versé dans la connaissance de l'Ancien Droit français, il a donné :
- une édition des Assises de Jérusalem et une édition des Coutumes de Beauvaisis par Beaumanoir en les enrichissant de notes et d'un glossaire, 1690 ;
- Les anciennes et les nouvelles coutumes locales de Berry et celles de Lorris commentées, s.l.n.d., 774 p., 1679 ;
- Traité du franc-alleu de la province de Berry, 1667 ;
- Histoire de Berry, 1689-1691 (douze livres). Livres 1 à 7, édition de Bourges, 1689, en ligne. Édition de 1865, livres 1 à 3, en ligne.

## Source
Marie-Nicolas Bouillet  et Alexis Chassang (dir.), « Gaspard Thaumas de la Thaumassière » dans Dictionnaire universel d’histoire et de géographie, 1878 (lire sur Wikisource)